# Heliaeschna ugandica
Heliaeschna ugandica är en trollsländeart som beskrevs av Mclachlan 1895. Heliaeschna ugandica ingår i släktet Heliaeschna och familjen mosaiktrollsländor. IUCN kategoriserar arten globalt som livskraftig. Inga underarter finns listade i Catalogue of Life.